# Mister J.P.
Mister J.P., född 16 mars 2012, död 7 juni 2025, var en svensk varmblodig travhäst. Han tränades och kördes av Björn Goop.
Mister J.P. började tävla i juli 2014 och inledde karriären med nio raka segrar. Han var obesegrad från juli 2014 till september 2015, han gjorde en kort comback under 2018 utan någon större framgång och efter dessa starter gick han åter till avel. Han sprang under sin karriär in 3,3 miljoner kronor på 13 starter varav 10 segrar och 1 tredjeplats. Bland hans främsta meriter räknas segern i Svensk Uppfödningslöpning (2014) och tredjeplatsen i Svenskt Trav-Kriterium (2015).

## Karriär
Mister J.P. gjorde sin första start den 18 juli 2014, i ett lopp för ostartade tvååriga hästar på Axevalla travbana. Han vann loppet med en längd, och slog samtidigt nytt banrekord för 2-åriga hingstar och valacker på tiden 1.16,5 över 1640 meter. I karriärens tredje start segrade han i Breeders Course finalen för tvååriga hästar på Jägersro. Segern i loppet var värd 450 000 kronor och var hans dittills största seger i karriären. I karriärens sjätte start segrade han i Svensk Uppfödningslöpning på Jägersro, och tjänade i samband med detta 1,2 miljoner kronor. Detta var även hans första seger i ett Grupp 1-lopp.
Den 16 september 2015 tog han karriärens nionde raka seger då han segrade i ett uttagningslopp till finalen av Svenskt Trav-Kriterium. I finalen den 27 september kom han på tredjeplats bakom duon Readly Express och Pythagoras Face.
Vintern 2015 tillbringade Mister J.P. i Frankrike, där han var verksam i avel. Säsongen 2016 gjorde Mister J.P. inte en enda start, då han fått en skada i ett framben. Han gjorde comeback i november 2017 på Vincennesbanan, i ett lopp där han slutade oplacerad.
Han gjorde comeback på svensk mark den 1 mars 2018 på Örebrotravet, efter frånvaro på 2,5 år. I loppet diskvalificerades han för galopp.  Nästa start blev i Långfredagsstayern på hemmabanan Färjestadstravet den 30 mars. Detta var hans första start över stayerdistans. Trots en dålig värmning och en ännu värre provstart vann han loppet trots 60 meter tillägg.

### Död
Mister J.P. avlivades på grund av en hovbensfraktur den 7 juni 2025.

## Stamtavla
| Efter Taurus Dream 1999  | Sir Taurus 1984      | Speedy Crown     | Speedy Scot      |
| Efter Taurus Dream 1999  | Sir Taurus 1984      | Speedy Crown     | Missile Toe      |
| Efter Taurus Dream 1999  | Sir Taurus 1984      | Vanessa Hill     | Hickory Pride    |
| Efter Taurus Dream 1999  | Sir Taurus 1984      | Vanessa Hill     | Viola Hill       |
| Efter Taurus Dream 1999  | Uniformite J.P. 1991 | On The Take      | Speedy Somolli   |
| Efter Taurus Dream 1999  | Uniformite J.P. 1991 | On The Take      | Genya Hanover    |
| Efter Taurus Dream 1999  | Uniformite J.P. 1991 | Uneva J.P.       | Nicholas Hanover |
| Efter Taurus Dream 1999  | Uniformite J.P. 1991 | Uneva J.P.       | Nevadara         |
| Undan Baghdad Dream 2005 | Yankee Glide 1994    | Valley Victory   | Baltic Speed     |
| Undan Baghdad Dream 2005 | Yankee Glide 1994    | Valley Victory   | Valley Victoria  |
| Undan Baghdad Dream 2005 | Yankee Glide 1994    | Gratis Yankee    | Speedy Crown     |
| Undan Baghdad Dream 2005 | Yankee Glide 1994    | Gratis Yankee    | Yankee Flight    |
| Undan Baghdad Dream 2005 | I Feel Good 1996     | Buvetier d'Aunou | Royal Prestige   |
| Undan Baghdad Dream 2005 | I Feel Good 1996     | Buvetier d'Aunou | Nesmile          |
| Undan Baghdad Dream 2005 | I Feel Good 1996     | Casa Work        | Workaholic       |
| Undan Baghdad Dream 2005 | I Feel Good 1996     | Casa Work        | Slave            |